# 大山脚奕南园日新国民型华文中学
大山脚奕南园日新国民型华文中学（简称日新华中，原名“大山脚日新国民型华文中学”）是马来西亚槟城州威中县大山脚的一所国民型华文中学，于1950年成立。日新三校最早的起源为大山脚福德正神庙所创办的大山脚义学堂。1918年，受到维新运动影响下，义学堂改为新式学堂，并取名日新，含苟日新，日日新，又日新之意。日新华中也是槟城州内落实“特别计划班级”（前称控制中学）计划下的4所国民型华文中学之一，只有成绩卓越的学生才可以入读。2022年9月3日，大山脚日新国民型华文中学正式将校名命名为大山脚奕南园日新国民型华文中学，简称奕南园日新华中，以表扬郑奕南一生为日新付出的精神。
大山脚奕南园日新国民型华文中学与北海峇眼再也国民中学的两位掌校人，“互换”学校当掌舵人。
大山脚日新国民型华文中学原任校长黄昱华博士，以及北海峇眼再也国民中学原任校长伍俊发，并且2025年3月19日到新学校正式报到！

日新华中学生手册（未完成）
黄和森: 教务员绕道向教部投诉 引发日新华中前校长调职